# Lydbrook
Lydbrook é uma paróquia e aldeia de Forest of Dean, no condado de Gloucestershire, na Inglaterra. De acordo com o Censo de 2011, tinha 2192 habitantes. Tem uma área de 4,94 km².